# Tim Koleto
Timothy Koleto  (小松原 尊?, Komatsubara Takeru) (Kalispell, 17 giugno 1991) è un danzatore su ghiaccio statunitense naturalizzato giapponese. Nato negli Stati Uniti d'America, è diventato cittadino giapponese nel 2020, tre anni dopo essersi sposato con Misato Komatsubara. Per le competizioni in Giappone Koleto ha scelto di usare il cognome della moglie affiancato dal nome Takeru. La coppia ha fatto parte della squadra giapponese che ha vinto il bronzo nella gara a squadre ai Giochi olimpici invernali del 2022. Con il Giappone la coppia ha vinto un argento (2019) e un bronzo (2021) al World Team Trophy. Al Campionato nazionale giapponese ha vinto cinque ori (dal 2018 al 2021 e nel 2023), due argenti (2017 e 2022) e un bronzo (2016).

## Palmarès

### Con Komatsubara per il Giappone
| Internazionali | Internazionali | Internazionali | Internazionali | Internazionali | Internazionali | Internazionali | Internazionali | Internazionali |
| Evento | 2016–17        | 2017–18        | 2018–19        | 2019–20        | 2020–21        | 2021–22        | 2022–23        | 2023–24        |
| --- | -------------- | -------------- | -------------- | -------------- | -------------- | -------------- | -------------- | -------------- |
| Giochi olimpici invernali |                |                |                |                |                | 22°            |                |                |
| Campionati mondiali |                |                | 21°            | C              | 19°            |                |                |                |
| Campionati dei Quattro continenti |                | 10°            | 9°             | 11°            |                |                | 7°             | 8°             |
| GP Cup of China |                |                |                | 10°            |                |                |                |                |
| GP NHK Trophy |                | 10°            | 8°             | R              | 1°             | 7°             | 9°             | 9°             |
| GP Rostelecom Cup |                |                | 8°             |                |                |                |                |                |
| GP Skate America |                |                |                |                |                | 6°             |                |                |
| GP Skate Canada |                |                |                |                |                |                | 7°             |                |
| CS Asian Open |                |                | 3°             | 9°             |                | R              |                |                |
| CS Autumn Classic |                |                |                | R              |                |                |                |                |
| CS Lombardia Trophy |                | 8°             |                |                |                |                |                |                |
| CS U.S. Classic |                |                | 3°             |                |                |                | 7°             |                |
| CS Warsaw Cup |                |                |                |                |                | R              |                |                |
| Challenge Cup |                |                |                |                |                |                | 4°             |                |
| Toruń Cup |                | 4°             |                |                |                |                |                |                |
| Nazionali |                |                |                |                |                |                |                |                |
| Campionati giapponesi | 3°             | 2°             | 1°             | 1°             | 1°             | 1°             | 2°             | 1°             |
| Japan Western Secttional | 2°             | 1°             |                |                | 1°             |                |                | 3°             |
| Eventi a squadre |                |                |                |                |                |                |                |                |
| Giochi olimpici invernali |                |                |                |                |                | 2º S           |                |                |
| World Team Trophy |                |                | 2° S 6° P      |                | 3° S 5° P      |                |                |                |
| A = Assegnati; R = Ritirati; C = Evento cancellato S = Risultato della squadra; P = Risultato personale. Medaglie assegnate solo per il risultato della squadra. |                |                |                |                |                |                |                |                |

### Con Thea Rabe per la Norvegia
| Internazionali | Internazionali |
| Evento         | 2015–16        |
| -------------- | -------------- |
| CS Warsaw Cup  | 8°             |
| Volvo Open Cup | 3°             |
| Open d'Andorra | 8°             |

### Con Yura Min per la Corea del Sud
| Internazionali                    | Internazionali | Internazionali |
| Evento                            | 2013–14        | 2014–15        |
| --------------------------------- | -------------- | -------------- |
| Campionati dei Quattro continenti | 10°            |                |
| CS Nebelhorn Trophy               |                | 8°             |
| Bavarian Open                     | 10°            |                |
| Cup of Nice                       |                | 5°             |
| Ukrainian Open                    | 9°             |                |
| Nazionali                         |                |                |
| Campionati della Corea del Sud    | 1°             |                |